# Weingartener Moor
Weingartener Moor (oficjalnie: „rezerwat przyrody torfowisko Weingarten-olszyna Grötzingen”, niem. „Naturschutzgebiet Weingartener Moor-Bruchwald Grötzingen”) – chroniony obszar bagienny w południowo-zachodnich Niemczech, w Badenii-Wirtembergii, będący największym zachowanym torfowiskiem niskim na obszarze Niziny Górnoreńskiej na wschód od Renu. 
Rezerwat znajduje się między drogą federalną B3 i autostradą A5 między miejscowościami Weingarten i Karlsruhe, zajmując 256,5 ha (w tym 149 ha w granicach Karlsruhe). Przecina go na pół linia kolejowa łącząca Karlsruhe z Heidelbergiem, wybudowana w 1842 r. Rezerwat powołano w 1940 roku w celu ochrony przed intensywnym wydobyciem torfu, a poszerzono w 1984 r. o pobliską olszynę i gliniankę znaną jako Baggersee Grötzingen. Ze względu na znaczenie rezerwatu pod drogą B3 zbudowano specjalny tunel dla płazów. Od 2006 r. torfowisko wchodzi w skład specjalnego obszaru ochrony siedlisk Kinzig-Murg-Rinne zwischen Bruchsal und Karlsruhe w ramach programu Natura 2000.
Wśród roślinności rezerwatu można spotkać gatunki wodne jak grzybienie białe, wywłócznik okółkowy, pływacz zachodni. Szuwary wysokoturzycowe z turzycami brzegową i błotną oddzielają jeziora od zbiorowisk leśnych, z których największym i najcenniejszym jest olszyna z przewagą gatunków olszy czarnej i jesionu porastająca torfowisko niskie. Jest to jeden z największych lasów o charakterze naturalnym w zachodnich Niemczech. Bardziej suche fragmenty rezerwatu porasta las z dominującym udziałem grabów i jesionów. Wśród mchów można spotkać zagrożony w tym kraju widłoząb zielony, a na wiosnę w rezerwacie kwitnie czosnek niedźwiedzi.
W rezerwacie schronienie znalazły liczne gatunki zwierząt chronionych. Wśród ptaków wyróżnić można bączka zwyczajnego, trzcinniczka, perkozka, czyża, zimorodka, kwokacza, kormorana, a od 2008 r. sporadycznie pojawia się i czapla biała. Na obszarze rezerwatu można spotkać jedną z najbogatszych populacji płazów w południowo-zachodniej części republiki federalnej, z takimi gatunkami jak ropucha szara, salamandra plamista i rzadko spotykana w Niemczech żaba dalmatyńska. Ich liczebność wpływa pozytywnie na obecność zaskrońców. Z owadów występują licznie ważki takie jak miedziopierś żółtoplama, zalotka większa i oczobarwnica mniejsza. W głębi lasu dogodne warunki znajdują liczne ćmy np. z rodziny wycinkowatych (Drepanidae).